# Stazione di Trieste Campo Marzio
Stazione di Trieste Campo Marzio 1960-ban bezárt vasútállomás Olaszországban, Trieszt településen. Az egykori állomás jelenleg vasúti múzeumként funkcionál.

## Vasútvonalak
Az állomást az alábbi vasútvonalak érintették:
- trieszti körvasút
- Trieste Campo Marzio–Trieste Aquilinia-vasútvonal
- Bohinji vasútvonal
- Triest–Parenzo-vasútvonal
- Triest-Hrpelje-vasútvonal

## Kapcsolódó állomások
A vasútállomáshoz az alábbi állomások vannak a legközelebb:
- Trieszt központi pályaudvara
- Stazione di Trieste Servola